# Dicyema briarei
Dicyema briarei — вид диціємід. Мешкає на заході Атлантики і у Мексиканській затоці. D. briarei є ендопаразитом восьминога Octopus briareus. 